# ロボットアニメ
ロボットアニメ（和製英語：robot anime, 英語: Mecha anime）とは、ロボットを中心的題材としたアニメーションのこと。物語性のある作品であれば主人公格に据えたものをいう。多くは「メカアニメ」と呼ばれる上位カテゴリに含まれ、カテゴリ内の中心的一分野を形成する。
これを他と区別して語られるべきものとして捉えるのは20世紀後期後半の日本のアニメ（日本製アニメーション）から生まれてきた概念である。日本のアニメを中心に通用しているものの、明確に定義されてはいない。
メディアミックス作品の展開が多い関連分野でもこの概念は用いられており、その意味では「ロボットアニメ」のいう呼称は係る概念における最狭義と捉えるべきである。これを踏まえた広義の用語として「ロボットもの」がある。英語圏（英語圏のファンや関係者の間）では "mecha anime and manga" のジャンルに含まれる "mecha anime" の下位カテゴリとしての "robot anime" である。

## 類型
ロボットアニメは登場するロボットの種類によって幾つか類型に分けられる。一般的にロボットアニメといえば、「ヒトを模していない自律型ロボット」「遠隔操作型ロボット」「搭乗型ロボット」のアニメを指す例が多いが、本節で述べるように「アンドロイド（ガイノイドも含む）」や「装着型ロボット」も広義的にはこの部類に該当する。
ここでは、ロボットアニメに主人公格で登場するロボットの類型を、日本での捉え方を中心にしながら、可能な限り外国での捉え方も交えて解説する。
- 自律型（英：Sentient）

自律性能を有するロボット。技術面からは人工知能搭載型のほか、人知を超えたオーバーテクノロジーによるものや、既存の生命原理から外れた存在までがある。ヒトを模したものと模していないものに大別でき、また、等身大（人間大）のものとそれ以外（大きいものと小さいもの）に大別できる。活劇はもちろん、人間との交流・共存がテーマとなる作品が多い。
- 等身大の自律性ヒト型

ヒトを模した等身大（人間大）の自律性直立二足歩行型ロボット。すなわち、アンドロイドのこと。活劇はもちろん、人間との交流・共存、果ては恋愛がテーマとなることが多い。代表作品の『鉄腕アトム』は最初のロボットアニメ作品であり、最初の30分のテレビアニメシリーズ作品でもある。
- 非等身大の自律性ヒト型

ヒトを模した自律性直立二足歩行型ではあるが、非等身大のロボット。小さい方の代表作は『小さな巨人 ミクロマン』。
カラーのロボットアニメ作品第1号である『アストロガンガー』では、「生きている金属」を使って生成した自律型巨大ロボットに人間の主人公が融合することでさらなる力を引き出すという、異色の作品になっている。
- ヒトを模していない自律型

代表作は、タイムボカンシリーズ、トランスフォーマーシリーズ、勇者シリーズなど。キャラクターではタチコマも該当（代表作は『タチコマな日々』）。
- 装着型（英：Wearable）

ロボットや巨大ヒーローが鎧やパワードスーツ、装甲服のように装着したり、武装強化パーツや支援メカの装着、状況に応じて換装といった能力強化型のロボット。代表作としてグリッドマン ユニバース、勇者シリーズ、『GEAR戦士電童』、『勇気爆発バーンブレイバーン』などが該当。
- 変形型（英：Transforming）

補佐キャラクターとして登場する作品は多い。代表作はゴールドライタン、超時空要塞マクロス『機甲創世記モスピーダ』、トランスフォーマーシリーズ、『機甲警察メタルジャック』、『マシンロボ』など。
- 遠隔操作型（英：Remote controlled）

人間が外部から遠隔操作するロボット。最初の巨大ロボット作品である『鉄人28号』（1955年）以後、巨大ロボットとしてはあまり見られないタイプであるが、『プラレス3四郎』や『ガンダムビルドファイターズ』などの人間大未満の場合や、シミュレーションタイプとしてカードゲームアニメに遠隔操作型ロボットが登場する場合もある。
- 搭乗型（英：Piloted）

人間が乗り込んで操作するロボット。日本のロボットアニメの中で、最も作品数の多い一大ジャンルである。一般的にロボットアニメというとこの部類を指す例が多い。
最初の搭乗型巨大ロボットが登場する作品は1950年にフランスで発表された『やぶにらみの暴君』であり、『マジンガーZ』（1972年）でジャンルとして確立した。少数派になるが非ヒト型も、合体型ロボットの分離状態に頻出する他、『ゾイド』などが存在する。
古くは、「ロボット」はある程度以上の自立稼働可能な形式を指し、搭乗形式では人型や動物型に近いものでも「タンク」と称していることがあった（『黄金バット』（1947年）、『魔神ガロン』（1959年）等では、自律・遠隔操作型のロボットと、搭乗型のタンクを呼び分けている）。
もっとも、ロボット工学的には人型のような形態はただ立っているだけでも常に自身のバランス制御が必要で、これを含めた一挙手一投足を操縦者自身により制御することは、現実的に不可能に近い。大多数のロボットは操縦方式いかんによらず基本動作は自律して行っており、操縦者は高次の行動を指示する形態とする必要がある。つまりコントロール面に関して、鉄人28号とマジンガーZやガンダムとの違いは、おおよそのところ操縦装置が無線リモコンか、機体に直付けかに過ぎないと言える。
なお、『マジンガーZ』などのように、主人公側（搭乗型）と違ったタイプのロボットを、敵役（自立稼働・音声遠隔指示型）が使う場合も多い。

### 分類基準
何をもってロボットアニメとするか、あるいはそのアニメがロボットアニメか否かは見る側で基準や根拠がまちまちであり、ファン同士で意見が食い違うことがしばしばある。「アンドロイド」「装着型ロボット」も狭義的にはロボットアニメには含まれないので論題にされる。
「ロボット」は原初であるカレル・チャペックの『R.U.R.』においては、有機質からなる人造人間であったが、20世紀以後現在においてはもっぱら金属など無機質の機械からなるものをいう、定義の遷移が生じており、有機質・生命体のものや、あるいはゴーレムのように非科学的手段で稼働するものをロボットに含めうるかという議論も存在する。以下は具体例。
ロボットは登場してもそれが物語の中心ではない
『キスダム -ENGAGE planet-』『ヒロイック・エイジ』などが該当。作品全体としてロボットでの戦闘の比重が少なく、あくまで多くある舞台装置の中の一つといった描写に止まっている。また、ある程度（もしくは毎回）ロボットの見せ場があっても、他の要素の方が際立っている場合にはロボットアニメとしての側面が疑われやすい。こちらには『神無月の巫女』などが該当。
パワードスーツを題材としている
『強殖装甲ガイバー』『IS 〈インフィニット・ストラトス〉』などが該当。パワードスーツの上からロボットを着る・纏う（装着型ロボットの様式）、あるいはロボットに内蔵される様式でより判別が難しい作品もある。こちらには『バブルガムクライシス』『Get Ride! アムドライバー』などが該当。
ロボットの設定や描写が特殊
『新世紀エヴァンゲリオン』などが該当。これに登場する人型兵器・エヴァンゲリオンは設定上かつ描写的には旧来からのロボットとは程遠い人造人間であるゆえ、一般的にロボットアニメ扱いされる現状に未だ難色を示す意見もある。
スーパーロボット大戦シリーズに参戦済み
『宇宙の騎士テッカマンブレード』『疾風!アイアンリーガー』などが該当。前者がパワードスーツを題材とした作品で、ロボットに内蔵される要素も持つようにいずれも上記のような争点を抱えている。当該の参戦経験を状況証拠に、スーパーロボット大戦シリーズへの参戦希望に上記の作品らが挙げられたり、上記の作品らがロボットアニメに当てはまる根拠にされたりすることもある。これについて寺田貴信は「ロボットが出てるアニメとロボットアニメは別。単にロボットが出ていればOK、というわけではないです」と述べている。後に宇宙戦艦ヤマト2199など人型の機械すら登場しない作品も参戦している。

## 歴史

### 1970年代
1970年前半は現在では「スーパーロボット系」などと呼ばれるジャンルのテレビアニメが生まれた時代である（初の作品がマジンガーZ）。魅力的かつ個性的な造形を持ち、通常兵器では到底及ばぬ強大な戦闘力を持つ巨大人型戦闘ロボットの存在を前提として、勧善懲悪と巨大メカ戦を基本にしながら今なお多くのファンを持つ作品群が数多く生まれた。そのほぼ全ての作品が玩具として商品展開されており、その中には『鋼鉄ジーグ』の様に視聴率には恵まれなくとも、玩具の販売成績の優秀さに支えられて放映が続いた作品も存在していた。
1974年に「合体・変形ロボット」作品の元祖と位置づけられる『ゲッターロボ』が製作される。これ以降数々の合体・変形ロボットアニメが製作されるようになった。
1976年になると長浜ロマンロボシリーズの第一作である『超電磁ロボ コン・バトラーV』が製作された。それまでのロボットアニメにみられる勧善懲悪から脱却し、敵側が地球を侵略する理由を強く描いて善悪の相対化を行い、それと同時に様々なドラマ性が追求され高年齢のファンを獲得することになる。

### 1980年代
1979年の『機動戦士ガンダム』の出現を皮切りに、世界観に政治・軍事・組織論なども絡ませ複雑化する物語（『太陽の牙ダグラム』はガンダムとは逆に解放・独立派側からの視点で描かれている）や、物理学・機械工学・SF理論などにある程度準拠したリアリティのあるメカデザイン・設定や戦闘描写がなされた「リアルロボット系」と総称されるアニメ群が一代ムーブメントを巻き起こす。そして、このリアルロボット系作品もまた『超時空要塞マクロス』『装甲騎兵ボトムズ』など様々な方向性に分化し、それぞれに頂点といえる作品を経ながら、その席巻は1980年代中盤にかけて続いた。
この1970年代から1980年代にかけては、ロボットアニメブームと呼ばれるほど多数のロボットアニメ作品が製作された。視聴率も平均して高く、主な放送時間も夜7時から9時のプライムタイムであった。視聴者層の大半を占める子供たち向けの玩具（アニメに登場するロボットのプラモデルなど）の売り上げも好調であり、それらを販売する玩具メーカーがテレビアニメのスポンサーについた。
だが、ピークを過ぎてくると、作品の量的飽和や過剰なリアル志向への行き詰まり感、人間キャラによるバトル物の流行などに伴ってタイアップ玩具の市場の閉塞感が見え隠れするようになり、1970年代のスーパーロボット系作品へのオマージュを盛り込みつつ美少女や超能力といった要素を持たせたOVA作品が1987年頃から立て続けに製作され、新しいスーパーロボットの流れも1990年代に続くものとなった。
また、日常系ロボットアニメ、『ドラえもん』『Dr.スランプ アラレちゃん』のヒットもこの時代である。

### 1990年代
1990年代でも玩具業界のタイアップによるロボットアニメの特徴を正統に受け継いだ作品は製作され続け、『勇者シリーズ』『エルドランシリーズ』『平成ガンダム』と呼ばれる一連の子供向け作品群が生まれた。また、テレビゲーム『ドラゴンクエスト』などのブームを受けて、『魔神英雄伝ワタル』といったファンタジー要素を持たせたものも多く現れた。
こうした状況下で『新世紀エヴァンゲリオン』が発表された。アニメ・漫画・特撮・SF・その他文芸作品など、過去作品のオマージュをふんだんに盛り込んでおり、リアルやスーパーといった分類ではくくりきれない個性を放つ作品となった。
しかし、1990年代後半には視聴率低下やテレビ局側の事情などが重なり、テレビ朝日系列が『勇者シリーズ』や『ガンダム』を手放すなど、陰りが見え始めていった。

### 2000年代以降
2000年代に入る頃には全日枠のアニメが激減状態となり、一時期はTBS系夕方枠（MBS製作）が存在感を示したが基本的には深夜アニメでの放映が標準となった。巨大ロボットが登場する番組の内、全日枠で現在も長期的に放送を継続しているのは、アニメではなく特撮の『スーパー戦隊シリーズ』のみである。
高年齢層向けでもポストエヴァ系の作品が徐々に勢いを失うにつれ作品数の減少が続いた。2000年代後半には『コードギアス』や『天元突破グレンラガン』など新作のヒットや、『創聖のアクエリオン』などパチンコ業界とのメディアミックスの成功もあったものの、ロボットアニメは全体的に衰退傾向を呈し、『ガンダム』『マクロス』『エヴァンゲリオン』をはじめとする20世紀から続くシリーズの続編が中心となった。
これは、家庭用ゲームやトレーディングカードゲームの普及などによる趣味の多様化によって、選択肢が増加した事を原因とする玩具業界全体の不振に伴うスポンサーの撤退、テレビ局と制作会社・玩具会社との軋轢などや、日本の総人口に占める子供の割合が低下したことによって、そこからさらに獲得できる客層の割合が減少したこと、そして現実の技術の発達や情勢の変化による従来の定番の陳腐化などが主な要因だった。
こうした経緯を受けて、テレビ放送されるロボットアニメのビジネスモデルは大きく変わった。企画段階から若年層や玩具会社を排除、立体商品は高年齢層を想定した設計のものに加えて、限定的な版権許諾型ビジネスで発売されるガレージキットなどに留まった。一方でDVDを販売する映像レーベルやメディアミックス系出版社などの販売元が企画の中核となり、既にロボットアニメに親しんでいる高年齢層向けのアニメとして製作しソフトの売り上げを主たる収入源と位置づける、新たなビジネスモデルに基づいた作品が作られるようになった。それら客層に合わせて過去のヒット作のリメイクや続編作品なども作られるようになっていった。
今日ではオリジナル・シリーズもの共に一定のヒット作が生まれつつも、上記の通り大人層を主流としたことによる主要客層の高齢化・固定化や定番構造をあまりにも多用し続けていることによる作品構造のマンネリ化といった問題は依然として抱えており、特に子供や若年層などの新規客層の乏しさが一層問題視されるようになっている。それでも毎年いくつかの作品が製作され続けているが、ロボットを単独のメインに据えずあくまで一構成要素に留める作品も作られる等ジャンルの拡散が進んでいる状況であり、各社が新しいロボットアニメの模索を続けている。
等身大ロボットアニメでは、主要キャラクターとして登場するコンピューターゲーム（ビジュアルノベル）『To Heartシリーズ』が、そのヒットの結果複数回アニメ化され商業的に一定の成功を納めるなど、萌えキャラとして登場することが増えた。

## 制作会社・放映局

### 主な制作会社
- 2020年代現在も多数制作
  - サンライズ - 『勇者ライディーン』『ガンダムシリーズ』『装甲騎兵ボトムズ』『勇者シリーズ』『コードギアス 反逆のルルーシュ』など。地上波初のHDデジタル作品となる『ゼーガペイン』も製作している。サンライズは巨大ロボットものの代表格と言える制作会社として知られ、1975年の『勇者ライディーン』に始まり、『ロマンロボ（製作は東映）』『ガンダム』『勇者』などのシリーズ作品、単発作品を多々輩出し、ロボットアニメ全盛期の1970年代後半から一貫して「ロボットアニメと言えばサンライズ」と言われるほどの実績を築きつづけている。しかし、『勇者』シリーズ終了以降はロボットアニメの割合は減っていき、ロボットアニメ以外の作品を開拓する傾向が強くなった。
  - サテライト - 『創聖のアクエリオン』『マクロスF』など。

- 過去に多数制作
  - 東映本社 - 『長浜ロマンロボシリーズ』『宇宙大帝ゴッドシグマ』『百獣王ゴライオン』など。
  - 東映アニメーション - 『マジンガーZ』『ゲッターロボ』『大空魔竜ガイキング』『マグネロボシリーズ』など。
  - 東京ムービー（現・トムス・エンタテインメント） - 『太陽の使者 鉄人28号』『六神合体ゴッドマーズ』『魔法騎士レイアース』など。
  - タツノコプロ - 『闘士ゴーディアン』『ゴールドライタン』『機甲創世記モスピーダ』など。
  - 葦プロダクション - 『宇宙戦士バルディオス（国際映画社との共同製作）』『超獣機神ダンクーガ』『戦国魔神ゴーショーグン』『マシンロボ』など。2007年に久々のロボットアニメ『獣装機攻ダンクーガノヴァ』を制作している。
  - GONZO - 『超重神グラヴィオン』『フルメタル・パニック!』『GAD GUARD』『キディ・グレイド』など。元ガイナックスのプロデューサー村濱章司らが設立。
  - ボンズ - 『ラーゼフォン』『絢爛舞踏祭 ザ・マーズ・デイブレイク』『交響詩篇エウレカセブン』『STAR DRIVER 輝きのタクト』『テンカイナイト』など。元サンライズのプロデューサー南雅彦らが設立。

- 事業撤退
  - 国際映画社 - 『J9シリーズ』『魔境伝説アクロバンチ』『亜空大作戦スラングル』など。倒産のため、現在は版権管理のみ。
  - AIC - 『戦え!!イクサー1』『破邪大星ダンガイオー』『冥王計画ゼオライマー』など。
  - XEBEC - 『機動戦艦ナデシコ』『ゾイド -ZOIDS-』『地球防衛企業ダイ・ガード』『宇宙のステルヴィア』『蒼穹のファフナー』など。
  - ガイナックス - 『トップをねらえ!』『新世紀エヴァンゲリオン（タツノコプロと共同制作）』『天元突破グレンラガン』など。

### 放映局
地上波民放では全系列で放送例が見られるが、特に1980年代前半以前のフジテレビ系、20世紀のテレビ朝日・テレビ東京系、2000年代のTBS系などで多数放送されていた。
フジテレビは、歴史的にはエポックメーキングな作品である『鉄腕アトム』『鉄人28号』『タイムボカンシリーズ』『マジンガーZ』『ゲッターロボ』などを放送してきたが1980年代後半以降はレギュラー枠として巨大ロボットアニメを放送していない。
名古屋テレビの土曜夕方5時30分枠は1977年の『無敵超人ザンボット3』に始まり、1990年に移動するまで足掛け13年に渡り、数多くのロボットアニメを世に送り出した。
NHKでは玩具会社のCMが不可能であるため稀だが、巨大ロボットアニメを放送した例として『女神候補生』『時空冒険記ゼントリックス』などがある。

## 世界のロボットアニメ
日本国内で製作されているロボットアニメは外国に輸出され、中には世界各国で放送されたものもある。地域によっては日本国内以上の人気を得たアニメもあり、1970〜80年代にかけて輸出された『UFOロボ グレンダイザー』（ヨーロッパでは「ゴルドラック」や「アトラス」などに改題されている）は、ヨーロッパ圏で高視聴率をキープした記録がある。1979年にフィリピンに輸出された『超電磁マシーン ボルテスV』は当時のマルコス政権打倒に貢献したとして、フィリピンで認知度100%の国民的アニメになっていると日本でも報道された。
アメリカでも『戦え!超ロボット生命体トランスフォーマー』（1984年）、『アイアン・ジャイアント』（1999年）、『シン・バイオニックタイタン (英語版)』（2010年）、『ベイマックス』（2014年）などのロボットアニメが製作された。CGを多用した作品が多いのも特徴のひとつである。日本との合作も多く、そのうち『ロボテック』（1985年）は『超時空要塞マクロス』『超時空騎団サザンクロス』『機甲創世記モスピーダ』を、『ボルトロン』（1984年）は『百獣王ゴライオン』と『機甲艦隊ダイラガーXV』を1つの作品に繋げて輸出したもので、独自に展開した派生シリーズの中でリブートの『ヴォルトロン』（2016年）は日本でも公開された。
韓国においては『テコンV』（1976年）と呼ばれるスーパーロボットアニメを皮切りに、数々のロボットアニメが製作された。その中で『幻影闘士バストフレモン』（2001年）、日本との合作で『無限戦記ポトリス』（2003年）などは日本国内でも放送された。他にも変身自動車トボト、ハローカボトなどがある。
中国や台湾においても『星原戦記アストロプラン (中国語版)』（2010年）、『戦闘装甲鋼羽 (中国語版)』（2011年）、『超限猎兵凯能 (中国語版)』（2013年）、『重甲機神Baryon (中国語版)』（2018年）など数々のロボットアニメが製作されている。中には日本と中国が合作した『重神機パンドーラ』（2018年）、中国・香港・マカオ・台湾が合作した『黎明之神意 (中国語版)』（2014）のような作品もある。
ヨーロッパではオリジナルのロボットアニメこそ製作していないものの、1980年代にハンナ・バーベラ・プロダクションが製作した『マシンロボ』の北米展開版アニメなど、日本製作以外のロボットアニメを放送したことがある。

## 著名なロボットアニメシリーズ
- 鉄人28号
- マジンガーシリーズ
- ゲッターロボ
- 長浜ロマンロボシリーズ
- ガンダムシリーズ
  - 宇宙世紀
  - SDガンダム
- 超時空シリーズ
  - マクロスシリーズ
- 装甲騎兵ボトムズ
- トランスフォーマー
- 勇者シリーズ
- エルドランシリーズ
- ゾイド
- シンカリオンシリーズ
- エウレカセブン
- コードギアス
- アクエリオンシリーズ
- マブラヴ オルタネイティヴ トータル・イクリプス
- エヴァンゲリオンシリーズ
- 魔神英雄伝ワタルシリーズ
- J9シリーズ
- アルドノア・ゼロ
- 機動戦艦ナデシコ
- 蒼穹のファフナー

## 関連文献
- 石渡さくら[注 3]「子ども番組研究:ロボットアニメにおける対立構造の変容」『日本大学芸術学部紀要』第45巻、日本大学、2007年、73-83頁、ISSN 0385-5910、OCLC 835669893。NAID 110007055784、NCID AN00194345 。国立国会図書館書誌ID:000000029567。
- 小原篤『1面トップはロボットアニメ─小原篤のアニマゲ丼』日本評論社、2012年12月。OCLC 840075879。ISBN 4-535-56316-0、ISBN 978-4-535-56316-2。NCID BB11514929。国立国会図書館書誌ID:024118267。
- 名取琢自[注 4][注 5]「人形浄瑠璃とロボットアニメ:身体性と投影の視点から」『人間学研究』第7巻、京都文教大学、2006年、103-114頁。NAID 110006484872、NCID AA11469829。